# Bare Metal Restore
Pour les articles homonymes, voir BMR.
Bare Metal Restore (BMR) est une expression anglaise du monde informatique désignant une technique où les données sont sauvegardées sous une forme telle que l'on peut restaurer un ordinateur "nu" (en anglais : bare), et le faire fonctionner sans aucune installation préalable (système ou logicielle).
L'enjeu actuel est de permettre de restaurer très rapidement sur du matériel différent (par exemple d'une machine Dell vers une machine HP, ou autre) et sur des machines virtuelles (VMware, Microsoft-Virtual Server, etc.) en un minimum de temps d'immobilisation.
Typiquement les données sauvegardées pour faire du BMR incluent le système d'exploitation nécessaire, les applications et les composants de données permettant de reconstruire ou de restaurer le système sauvegardé sur un matériel entièrement différent. Dans certains cas la machine cible destinée à recevoir la restauration doit disposer du matériel exactement identique à la machine source de la sauvegarde.

## Technique par Image (aussi appelée Snapshot )
Le Bare Metal restore est aussi appelé sauvegarde Image. En effet, cette technique consiste à prendre une « photo » (snapshot) de la partition que l'on souhaite sauvegarder. Afin que cela soit possible même sur un serveur, qui en principe ne s'arrête jamais, des systèmes de fichiers comme Btrfs le permettent en implémentant un système de copy-on-write.
Le processus de restauration consiste à utiliser cette image sauvegardée pour revenir à un état antérieur, sans avoir à réinstaller des fichiers.
Les techniques modernes permettent de prendre une image dite « à chaud », c'est-à-dire lorsque la machine source est en fonctionnement normal. Pendant longtemps ces sauvegardes devaient s'effectuer « à froid », c'est-à-dire avant le lancement du système d'exploitation.
Des applications payantes telles que Paragon Deployment Manager, Unitrends, Sentral Systems, Acronis, RIS, Symantec BESR,  UltraBac Disaster Recovery, Uranium Backup Base, Beemo Technologie, AdBackup de Oodrive et Shadow protect permettent d'effectuer du BMR en sauvegardant des images sur des supports de stockages externes (locaux ou en réseau).
Des applications gratuites et libres existent également : Redo Backup and Recovery, CloneZilla, Mondorescue, Mandriva Pulse2.
L'image elle-même peut inclure un système d'Exploitation complet permettant de démarrer depuis un support amovible (CD/DVD, clé USB) ou un serveur de fichiers en réseau contenant tout le code applicatif nécessaire pour créer et restaurer des images.

## Comparaison
- Le Bare Metal Restore diffère de la technique consistant à utiliser un seul et unique disque local pour sauvegarder et restaurer, ce disque contenant également la partition système et l'applicatif de restauration.
- Le Bare Metal Restore diffère aussi de la simple sauvegarde de données fichier par fichier qui, elle, n'inclut pas de sauvegarde ni de restauration du système d'exploitation.

## Conséquences économiques
La restauration image prend entre 5 et 60 minutes là où la restauration fichier peut prendre au minimum une demi-journée par machine. On peut imaginer facilement les coûts induits.
L'immobilisation des machines et des utilisateurs peut paralyser, même tuer une organisation. Il est donc crucial de restaurer le plus rapidement possible.